# Роберт Нарделла
Роберт Нарделла (англ. Robert Nardella; 2 лютого 1968, Мелроуз Парк, США) — американсько—італійський хокеїст, захисник.

## Кар'єра
Роберт довгий час грав за команду Університету Ферріс у Національній асоціації студентського спорту, на початку 90-х років переїхав до Італії, де спочатку грав за ХК «Альта Бадіа» (Серія B). З 1992 року виступає за клуб Серії А ХК «Аллеге». Після сезону у АХЛ, де виступав за «Чикаго Вулвс», повернувся до Італії, де виступав за ХК «Мілан 24».
Один сезон відіграв за «Адлер Мангейм» у складі якого став чемпіоном Німеччини. Після чемпіонського сезону у Німеччині Роберт повернувся до клубу АХЛ «Чикаго Вулвс». Завершив свої виступи на професійному рівні в 2006 році.

## Кар'єра (збірна)
Отримавши паспорт громадянина Італії, виступав за національну збірну Італії на чемпіонатах світу: 1995, 1996 та 1997 років, а також у Зимових Олімпійських іграх 1998 та 2006 років.

## Нагороди та досягнення
- Чемпіон Німеччини у складі «Адлер Мангейм» — 1997.